# Provincia di Cuando Cubango
La provincia di Cuando Cubango è una provincia dell'Angola sudorientale. Il capoluogo è Menongue (in passato "Serpa Pinto"), posta nel sud-ovest della provincia, sul fiume Cuebe, un affluente del Cubango. Ha una superficie di 199.049 km² ed una popolazione di 199.997 (stima del 2009).
La provincia è posta nel sud-est dell'Angola e confina a nord con le province di Bié e Moxico ed a ovest con la provincia di Huíla. A est ha un confine internazionale con lo Zambia e a sud con la Namibia.

## Geografia
Il territorio è costituito morfologicamente da un altopiano drenato da vari fiumi che confluiscono nell'Okavango e nello Zambesi. 
A occidente scende verso sud il Cubango, che segna parte del confine con la Namibia. L'area centrale della provincia è drenata dal Cuito che defluisce verso sud fino ad incontrare il Cubango. Dalla loro confluenza nasce l'Okavango che segna ancora per un po' il confine con la Namibia prima di dirigersi a sud-est verso il Botswana. Infine la parte orientale della provincia è drenata dal fiume Cuando e dai suoi affluenti. Il Cuando scorre in direzione sud-est e segna parte del confine con il Moxico ed il confine con lo Zambia per proseguire verso la valle dello Zambesi. L'estremo settore sud-orientale è costituito da una fascia pianeggiante.

## Geografia antropica

### Suddivisioni amministrative
La Provincia di Cuando Cubango è suddivisa in 9 municipi e 16 comuni.

#### Municipi
- Cuangar, Dirico, Kalai, Kuito Kuanavale, Kuchi, Mavinga, Menongue, Nancova, Rivungo.

#### Comuni
- Baixo Longa, Bondo, Chinguanja, Cuangar, Dirico, Kaiundo, Kalai, Kuchi, Kueio, Kuito Kuanavale, Kutato, Kutuile, Longa, Luengue, Luiana, Maue.